# Gimnastyka na Letnich Igrzyskach Olimpijskich 1912
Wyniki zawodów gimnastycznych rozegranych podczas V Letnich Igrzysk Olimpijskich w Sztokholmie.

## Medaliści
| Konkurencja:                                        | Złoto:          | Wynik      | Srebro:      | Wynik      | Brąz:                | Wynik      |
| Wielobój indywidualny (szczegóły)                   | Alberto Braglia | 135,00 pkt | Louis Ségura | 132,50 pkt | Serafino Mazzarocchi | 131,50 pkt |
| Wielobój drużynowy (szczegóły)                      | Włochy          | 265,75 pkt | Węgry        | 227,25 pkt | Wielka Brytania      | 184,50 pkt |
| Wielobój drużynowy w systemie wolnym (szczegóły)    | Norwegia        | 114,25 pkt | Finlandia    | 109,25 pkt | Dania                | 106,25 pkt |
| Wielobój drużynowy w systemie szwedzkim (szczegóły) | Szwecja         | 937,46 pkt | Dania        | 898,84 pky | Norwegia             | 857,21 pkt |

## Tabela medalowa
| Miejsce | Państwo            | Złoto | Srebro | Brąz | Razem |
| ------- | ------------------ | ----- | ------ | ---- | ----- |
| 1.      | Włochy             | 2     | 0      | 1    | 3     |
| 2.      | Norwegia           | 1     | 0      | 1    | 2     |
| 3.      | Szwecja            | 1     | 0      | 0    | 1     |
| 4.      | Dania              | 0     | 1      | 1    | 2     |
| 5.      | Wlk. Ks. Finlandii | 0     | 1      | 0    | 1     |
| 6.      | Francja            | 0     | 1      | 0    | 1     |
| 6.      | Węgry              | 0     | 1      | 0    | 1     |
| 8.      | Wielka Brytania    | 0     | 0      | 1    | 1     |